# تاكاشي أوتشينو (لاعب كرة قدم مواليد 1988)
تاكاشي كينيتشي (باليابانية: 内野 貴志) (15 فبراير 1988 في أوتسو في اليابان – )؛ هو لاعب كرة قدم ياباني سابق كان يلعب كمدافع.

## وصلات خارجية
- تاكاشي كينيتشي على موقع رابطة كرة القدم اليابانية للمحترفين (اليابانية)
- تاكاشي كينيتشي على موقع قاعدة بيانات كرة القدم.إي يو (الإنجليزية)
- تاكاشي كينيتشي على موقع Soccerway.com (الإنجليزية)
- تاكاشي كينيتشي على موقع عالم كرة القدم.نت (الإنجليزية)